# 阿留申低壓

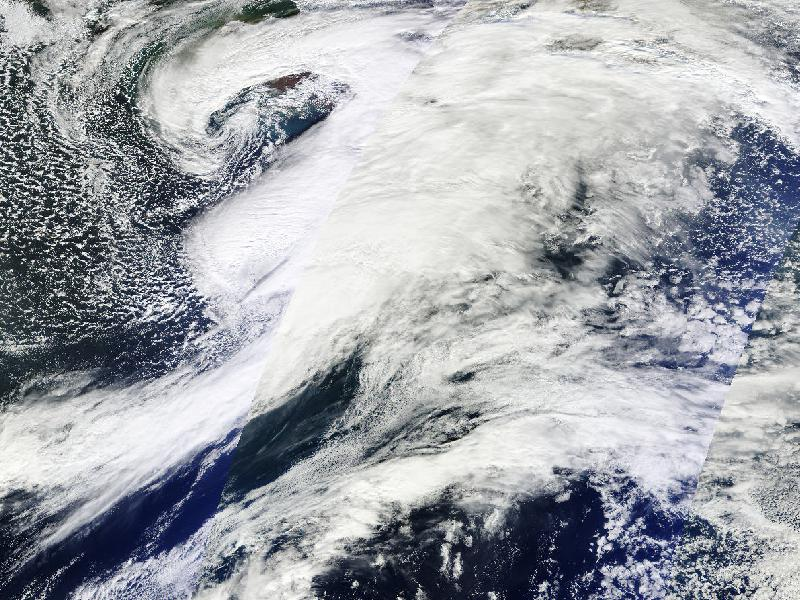
位於阿拉斯加灣的大型阿留申低壓，攝於2011年10月24日。

阿留申低壓（Aleutian Low）是位於北半球白令海鄰近阿留申群島在冬季所產生的半永久性低壓系統。據海平面氣壓平均圖顯示，阿留申低壓的中心位於阿留申群島附近，范围扩及北太平洋的东、西岸，南端可伸到副热带以北的洋面，是冬季北半球最大的大氣環流系統之一。

## 形成原因
阿留申低壓主要係由於地理環境所造成，暖流黑潮由菲律賓東方海上經過台灣東方海上、琉球海面、日本南方及其東方海上到達阿留申群島，且常有高空低壓及槽線經過，導致阿留申群島附近的地壓區不斷加深。根據逐日天氣圖，阿留申低壓所在地區顯示有交替性之高壓與低壓中心，大致向東移，阿留申低壓並非為一強盛之滯留低壓, 在正常情況下，此低壓區之深度或強度都超過高氣壓區之強度，在副極圈緯度之極地低壓往往在阿留申低壓地區達其最大之強度，組成北半球之副極區低壓帶。

## 影響
由於阿留申低壓是透過洋流所導致，造成阿留申群島周邊地區到北太平洋低緯度都有機會降雨，由於海水溫度差距很大，在活動的過程當中常會造成高濕度和充足的降雨。然而，由於阿留申低壓是透過洋流所導致，並不會對歐亞大陸板塊有所影響，阿留申低壓主要影響區域為北太平洋，而北大西洋則是受到冰島低壓的影響。通常阿留申低壓會沿著阿拉斯加沿岸移動，並會在夏季時消散。